# Les Mayfield
Les Mayfield (ur. 30 listopada 1959 w Albuquerque) – amerykański reżyser filmowy i producent.

## Życiorys
Absolwent szkoły filmowej USC School of Cinematic Arts (SCA). Wraz z kolegą ze studiów, George’em Zaloomem, założyli firmę ZM Productions, zajmującą się produkcją filmową i telewizycjną. Po 16 latach działalności, zakończyli współpracę w 1998 roku.
Mayfield współpracował ze Stevenem Spielbergiem, reżyserując filmy dokumentalne dotyczące tworzenia m.in. Imperium słońca (1987) czy Indiany Jones i ostatniej krucjaty (1989). 
Jego pierwszym niedokumentalnym filmem fabularnym był Jaskiniowiec z Kalifornii (1992), który przyniósł mu rozgłos.
Jako producent był dwukrotnie nominowany do nagrody Emmy: w 1991 za All in The Family 20th Anniversary Special i w 1992 za Hearts of Darkness: A Filmmaker’s Apocalypse.

## Filmografia

### Reżyser
- The China Odyssey: 'Empire of the Sun', a Film by Steven Spielberg (film dokumentalny, 1987)
- Great Adventurers and Their Quests: Indiana Jones and the Last Crusade (film dokumentalny, 1989)
- Jaskiniowiec z Kalifornii (1992)
- Cud na 34. ulicy (1994)
- Flubber (1997)
- Diamentowa afera (1999)
- Bandyci (2001)
- Ja, twardziel (2005)
- Czyściciel (2007)

### Producent
- Behind the Scenes with 'Jaws: The Revenge' (film dokumentalny, 1987)
- Psychoza IV: Początek (1990)
- All in the Family: 20th Anniversary Special (1991)
- Hearts of Darkness: A Filmmaker’s Apocalypse (1991)
- The Shaggy Dog (1994)
- Freaky Friday (1995)
- Escape to Witch Mountain (1995)
- The Computer Wore Tennis Shoes (1995)
- The Cape (serial TV, 1996–1997)
- Tower of Terror (1997)
- The Love Bug (1997)
- Beverly Hills Family Robinson (1997)

Źródło: